# Nausithoos (marin)
Pour les articles homonymes, voir Nausithoos.
Dans la mythologie grecque, Nausithoos (en grec ancien Ναυσίθοος / Nausíthoos) est le pilote du navire de Thésée dans son périple en Crète avec le Minotaure, selon l'historien Philochore. En effet, Thésée le reçut de Sciros de Salamine comme pilote et celui-ci est accompagné par un matelot à la proue qui s'appelle Phaïax (Phéax), car les Athéniens ne sont pas bien encore appliqués à la marine en ces temps. Philochore en donne pour preuve les monuments que Thésée a fait élever à l'honneur de Nausithoos et de Phaïax, dans le port de Phalère d'Athènes, près du temple de Sciros ; il assure que c'est pour eux qu'on célèbre les fêtes appelées Cybernésia (Κυβερνήσιά / Kubernḗsiá ) ou fête des pilotes des navires. 

## Source
Plutarque, Vies parallèles [détail des éditions] [lire en ligne], Thésée, XV